# (11302) Rubicon
(11302) Rubicon est un astéroïde de la ceinture principale.

## Description
(11302) Rubicon est un astéroïde de la ceinture principale. Il fut découvert par Eric Walter Elst le 27 janvier 1993 à Caussols. Il présente une orbite caractérisée par un demi-grand axe de 2,8 UA, une excentricité de 0,065 et une inclinaison de 1,83° par rapport à l'écliptique.
Il fut nommé d'après la rivière Rubicon, célèbre pour être un obstacle naturel entre la Gaule cisalpine de l'Italie.

## Compléments